# Привилегия (фильм)
«Привилегия» (англ. Privilege) — кинофильм британского режиссёра Питера Уоткинса, вышедший на экраны в 1967 году.

## Сюжет
Действие происходит в недалёком будущем, когда главной мировой поп-звездой становится певец Стивен Шортер. Его шоу, в ходе которых он играет заключённого, испытывающего откровенные издевательства полиции, вызывают бурю эмоций у поклонников, многие из которых готовы ради кумира даже отдать жизнь. Впрочем, Стивен — это лишь верхушка большого холдинга, который ведёт бизнес по всему миру, начиная от продажи бытовых приборов и заканчивая сетью ночных клубов. Более того, выясняется, что руководство корпорации давно и успешно сотрудничает с правительством, используя певца для манипуляции населением (в особенности молодёжью). Сам Стивен со временем начинает чувствовать недовольство сложившимся положением вещей, чему способствует его знакомство с молодой художницей Ванессой Ричи.

## В ролях
- Пол Джонс — Стивен Шортер
- Джин Шримптон — Ванесса Ричи
- Марк Лондон — Элвин Кирш
- Уильям Джоб — Эндрю Батлер
- Макс Бэйкон — Джули Джордан
- Джереми Чайлд — Мартин Кроссли
- Джеймс Коссинс — профессор Тэтэм
- Артур Пентелоу — Лео Стэнли